# Peribatodes rometschi
Peribatodes rometschi là một loài bướm đêm trong họ Geometridae.